# Antoinette Rodez Schiesler
 (mars 2023).
 (mars 2023).
Mary Antoinette « Toni » Rodez Schiesler, née Carole Virginia Rodez le 13 décembre 1934 et morte le 8 avril 1996, est une chimiste américaine et directrice de recherche à l'université Villanova. Elle a été également une religieuse catholique romaine et une diaconesse épiscopale.

## Biographie

### Enfance et formation
Carole Virginia Rodez naît à Chicago, dans l'Illinois. Sa mère, Gladyce Cunningham Rodez, est une chanteuse de New Haven, dans le Connecticut, qui déménage à Chicago pour chercher du travail avec les big bands. À l'âge de 26 ans, elle est violée par un « Cubain nommé Rodriguez », et tombe enceinte,. Gladyce Rodez élève sa fille en tant que mère célibataire, choisissant de retourner dans sa ville natale de New Haven plutôt que d'élever sa fille dans une ville inconnue, tout en sachant qu'elle risque d'avoir honte et d'être exclue de sa famille pour avoir eu un enfant hors mariage,. Carole ne découvre son histoire qu'au milieu de la trentaine.
Carole Virginia Rodez décrit sa mère comme ayant « un tempérament terrible, terrible », mais explique que « lorsqu'elle y arrivait, elle donnait tout ». Sara Lawrence-Lightfoot (en), dans son livre I've Known Rivers : Lives of Loss and Liberation, écrit : « Toni se souvient s'être assise sur les genoux de sa grand-mère près de la radio pour écouter sa mère chanter, aimant sa voix douce et apaisante. Elle souffre de savoir que sa mère avait de merveilleux talents mais qu'elle n'a pas pu réussir en tant que musicienne 'à cause des circonstances' ». Carole savait que sa mère la considérait comme douée et qu'elle essayait de cultiver ses talents, mais qu'elle n'avait pas voulu avoir d'enfants.
Les débuts de Carole Virginia Rodez sont tumultueux. Ses proches traitent Gladyce comme « une sorte de paria ». Sa mère fait des travaux domestiques mais a souvent du mal à trouver du travail, si bien que Carole est parfois confiée à des connaissances pendant que sa mère travaille hors de l'État. Lorsque Carole a sept ans, Gladyce épouse un cuisinier nommé Lafayette, que Carole décrit comme « l'homme le plus méchant qu'[elle ait] jamais connu ». Carole se rend en Floride pour le mariage et y reste pendant un an avec Betty, la sœur de Lafayette. Elle retourne ensuite à New Haven pour vivre avec sa mère et Lafayette dans une HLM. Lafayette est cruel et violent, et Gladyce finit par le renvoyer.
Carole Virginia Rodez est une enfant brillante : elle apprend à lire en lisant les publicités dans le bus, démonte ses jouets pour comprendre leur fonctionnement et réalise des expériences de chimie avec un coffret offert pour son anniversaire. À New Haven, elle fréquente l'école publique et est tellement en avance sur ses camarades que ses professeurs lui suggérent de sauter la cinquième année. Lorsque Carole a douze ans, Gladyce l'inscrit comme pensionnaire à la St Frances Academy, afin de lui offrir une vie stable et une bonne éducation. La St Frances Academy est une école catholique pour les « filles de couleur » de la huitième à la douzième année, dirigée par les Sœurs Oblates de la Providence. C'était la première école pour enfants noirs de la ville, dirigée par des religieuses catholiques romaines noires libres, principalement d'origine haïtienne : Selon Lawrence-Lightfoot, Carole « était « terrifiée » à l'idée d'être emmenée dans un couvent, terrifiée par l'isolement, le mystère, le voile du secret ». Cependant, Carole explique qu'elle « a fini par aimer l'endroit » et en particulier les règles, la discipline et la droiture de l'académie. Lawrence-Lightfoot écrit : « Pour l'enfant dont la vraie mère était à Philadelphie "flottant quelque part" à la recherche d'un emploi, St. Frances, avec tant de saintes femmes maternelles, a dû se sentir comme au paradis. [Carole] a saisi l'occasion d'être maternée et travaille avec diligence et sérieux pour être l'enfant parfaite ».
La pauvreté de Carole Virginia Rodez est une source constante d'angoisse, car les autres filles de l'école appartiennent majoritairement à la classe moyenne : « Je me suis toujours sentie inférieure parce que je me suis toujours sentie pauvre ». Lawrence-Lightfoot explique qu'elle est solitaire et timide, se tenant à l'écart de ses camarades « en raison d'une inquiétude constante qu'ils l'excluent et l'humilient ». Pour tenter de vaincre sa timidité, Carole apprend la guitare et s'en sert pour briser la glace.
Ses étés loin de l'école sont particulièrement chaotiques. Au cours de l'été suivant la classe de troisième, sa mère Gladyce est licenciée, si bien que toutes deux se retrouvent sans abri et sans ressources, dormant à la dure et errant dans les rues pendant la journée à la recherche d'un travail et d'un logement. Elles restent plusieurs mois dans un hôtel dirigé par le Père Divine, une figure religieuse qui fait l'objet d'un culte, pendant que sa mère cherche du travail. Carole est dévastée lorsqu'elle apprend qu'elle n'ont pas l'argent nécessaire pour payer les frais de scolarité à St Frances et qu'elle doit aller à l'école locale, la West Philadelphia School. Elle écrit aux sœurs de St Frances pour leur faire part de son chagrin de ne pas pouvoir y retourner, et six semaines plus tard, elles lui répondent en lui offrant une bourse, à condition qu'elle ait deux emplois pour gagner sa vie. « En moins de vingt-quatre heures, elle est dans le bus en direction du sud pour St. Frances », écrit Lawrence-Lightfoot.
Carole Virginia Rodez est une excellente élève, et termine le lycée en tête de sa classe. En terminale, elle étudie la chimie, où elle excelle, allant parfois jusqu'à diriger le laboratoire et à enseigner aux autres élèves lorsque le professeure est absent. Elle a expliqué : « À l'adolescence, je cherchais des réponses, et la chimie me les a fournies. J'étais extrêmement scrupuleuse ».
Lorsque Carole Virginia Rodez rejoint la St. Frances Academy, elle est épiscopalienne. Cependant, elle est attirée par la religion et décide de devenir religieuse. Elle se convertit au catholicisme après la classe de seconde et est baptisée le 7 décembre 1950. Elle demande à entrer au couvent, mais décide de prendre ses précautions en demandant également à entrer dans l'armée de l'air. Le 8 septembre 1952, à l'âge de dix-sept ans, elle entre au couvent de l'Immaculée Conception. Au couvent, elle suit un programme quotidien fait de durs travaux manuels, d'heures de prière et de silence imposé, mais elle apprécie cette routine et la structure qu'elle lui procure : « La régularité était merveilleuse. Elle m'a donné la sécurité dont j'ai toujours rêvé ». Elle reçoit le nom de Marie-Antoinette lorsqu'elle devient novice le 9 mars 1953, et le conserve toute sa vie.

### Recherche, enseignement et vie monastique
Mary Antoinette Schiesler fait sa formation d'enseignante à l'Institut oblat (plus tard le Mount Providence Junior College). Elle commence à travailler comme enseignante à l'école élémentaire de St aoûtin à Washington, D.C. Elle a détesté son séjour là-bas parce qu'on ne lui avait jamais appris à contrôler une classe, et elle est malmenée et humiliée par la mère supérieure de l'institution. Elle est allée jusqu'à demander à la mère supérieure de St Frances de pouvoir retourner au couvent, mais cela lui est refusé. Après un an, elle est transférée à l'école St Joseph à Alexandria, en Virginie, où elle enseigne pendant quatre ans, puis elle retourne à la maison mère pour une année de dur labeur et de prière avant de prononcer ses vœux définitifs le 15 août 1960. Lawrence-Lightfoot écrit que « le travail physique éreintant du couvent semblait léger en comparaison des exigences des étudiants ». Sa troisième mission d'enseignement s'est déroulée à Saint Cecilia's à Baltimore, où elle a pu transmettre sa passion pour les mathématiques et les sciences à des élèves plus âgés.
Antoinette Schiesler aurait aimé étudier à l'université à temps plein. Au lieu de cela, elle étudie pour obtenir son diplôme de premier cycle en chimie tout en travaillant comme enseignante, en assistant aux cours du collège le samedi et en s'inscrivant à temps plein pendant l'été. Elle obtient son BA en 1967 au College of Notre Dame of Maryland.
Bien qu'elle ne soit qu'une enseignante de l'école primaire, Antoinette Schiesler s'est secrètement inscrite à un programme d'études supérieures très sélectif destiné aux professeurs de mathématiques et de sciences du premier cycle universitaire, parrainé par les laboratoires nationaux d'Oak Ridge, dans le Tennessee. Le programme prévoyait une année complète d'immersion scientifique suivie d'un été de rédaction de thèse en vue de l'obtention d'une maîtrise en sciences. Antoinette Schiesler est l'une des vingt étudiantes acceptées dans le programme, et la seule Afro-Américaine. Elle a convaincu sa mère supérieure de la laisser participer au programme, et obtient l'autorisation, malgré la crainte de la mère supérieure que si elle est autorisée à partir, elle ne reviendrait pas.
Son emploi du temps à Oak Ridge était si épuisant qu'elle est autorisée à vivre dans un appartement plutôt qu'au couvent ; c'était la première fois qu'elle vivait seule. Antoinette Schiesler n'avait jamais reçu d'enseignement de la physique, elle a donc appris elle-même certains des prérequis du programme afin de comprendre ses cours de physique nucléaire. Il lui a confié une partie de ses recherches comme sujet de thèse, portant sur l'effet de la radioactivité sur les enzymes. Grâce à des études essentiellement indépendantes, elle obtient une maîtrise en chimie en 1969 à l'université du Tennessee à Knoxville, avec une thèse intitulée The Inactivation of Pancreatic Lipase by Gamma Radiation,.
Antoinette Schiesler retourne au couvent, où elle travaille comme professeure de mathématiques pendant un an, puis comme doyenne académique, registraire, femme de chambre et professeure de sciences physiques. Sa nouvelle routine et sa nouvelle structure la rendent « claustrophobe ». Schiesler est indécise quant à sa vie et commence à chercher des moyens de s'éloigner de la communauté. Elle consulte un psychologue clinicien qui lui dit que son indécision est la source de son anxiété. En 1971, à l'âge de trente-sept ans et après dix-neuf ans de vie religieuse, elle quitte l'ordre religieux pour faire carrière dans la chimie.
Antoinette Schiesler enseigne l'astronomie au Bowie State College, avant de retourner aux études supérieures pour obtenir un doctorat en enseignement de la chimie à l'université du Maryland à College Park. Pendant un certain temps, elle travaille comme conférencière et coordinatrice de laboratoire pour l'université du Maryland, et a réécrit les manuels de mathématiques et de sciences car « ils n'étaient pas bons ». Tout au long de sa carrière, Schiesler a également occupé des postes au sein du Maryland State Board of Higher Education, en tant que gestionnaire de programme à la National Science Foundation et en tant que directrice de la recherche à l'université de l'Est du Michigan, avant de devenir directrice de la recherche à l'université Villanova,. Le dernier poste qu'elle a occupé avant de se retirer de la vie universitaire en 1993 était celui de doyenne des affaires académiques au Cabrini College de Radnor, en Pennsylvanie. Elle a décrit la vie d'une administratrice comme étant trépidante, exigeante et éclectique.
Antoinette Schiesler est ordonnée diacre épiscopalienne en 1994, et souhaite que son ministère soit différent de celui de son mari, également prêtre épiscopalien. Elle est associée au doyen de la cathédrale Saint-Jean de Wilmington, dans le Delaware, jusqu'à son décès. Elle est également membre du conseil exécutif du Caucus des femmes épiscopales et du conseil exécutif du diocèse épiscopal du Delaware.

### Vie personnelle et croyances
Antoinette Schiesler avait une sœur, Arvella, de deux ans (jour pour jour) plus jeune qu'elle, un fait qu'elle n'découvre elle-même que lorsqu'elle avait une vingtaine d'années. Sa mère s'était sentie incapable de s'occuper de deux enfants et avait donné l'enfant en adoption à une famille de New York. Elle a ensuite réussi à retrouver sa sœur.
Dans son livre I've Known River : Lives of Loss and Liberation (1994), Sara Lawrence-Lightfoot décrit sa première rencontre avec Antoinette Schiesler : « Toni ne correspond pas à l'idée que je me faisais d'une ancienne nonne. Elle est exubérante dans son style et son allure. Grande et mince, elle porte du violet de la tête aux pieds : des bas violets, un sac à main en cuir violet, un chemisier en soie violet, une grande écharpe violette sur son manteau blanc, et même du fard à paupières violet derrière ses grosses lunettes modernes. Elle a le teint brun moyen, des traits ciselés, de grands yeux expressifs et une auréole de cheveux blancs ».
Au cours de sa vie de religieuse, Antoinette Schiesler décrit plusieurs « amitiés particulières », dont celle avec sa collègue de l'école St Joseph, Sœur Esther. Lawrence-Lightfoot écrit : « Elles ne s'entraidaient pas seulement dans l'enseignement et les travaux scolaires, elles devenaient aussi la compagne préférée et la confidente de l'autre. La confiance et le respect se sont transformés en un amour profond, un amour qui s'exprimait souvent physiquement ». Elle explique que « malgré les règlements officiels interdisant les amitiés particulières et les sévères admonestations des supérieurs, il existait un réseau clandestin animé de ces amours illicites, et tout le monde connaissait leur existence. Ces amitiés apportaient joie et réconfort, mais aussi sournoiserie et culpabilité ». Antoinette Schiesler est tombée amoureuse du père Joseph Walker, un prêtre joséphite, après avoir obtenu sa maîtrise à Oak Ridge. Leur relation a duré plusieurs années, par intermittence. Elle explique : « J'étais amoureuse de ce type... et il était amoureux de moi... mais dès le début, il était clair et catégorique sur le fait qu'il allait rester prêtre pour toujours... qu'il ne quitterait jamais la vie religieuse ». Elle a ensuite rencontré Hugh Tornabene, un physicien anglais, peu avant de quitter l'ordre religieux. C'était un jésuite qui avait récemment quitté la prêtrise, et c'est lui qui l'a encouragée à enseigner avec lui au Bowie State Teachers College.
Mary Antoinette Rodez rencontre Robert Alan "Bob" Antoinette Schiesler (né en 1949) peu après avoir quitté la vie religieuse. Il était un ancien séminariste catholique romain qui avait quitté le séminaire et enseigné pendant un certain temps avant de devenir un prêtre épiscopal. Ils se sont mariés le 20 octobre 1973. Ils formaient un couple controversé pour l'époque, puisqu'il était un homme blanc, de quatorze ans son cadet (à l'époque, certains États interdisaient encore les mariages interraciaux), mais Antoinette Schiesler l'a décrit comme étant « parfait pour moi ». Selon Lawrence-Lightfoot, Antoinette Schiesler a décrit son mariage comme « satisfaisant et gratifiant, un mariage qui lui a permis d'être elle-même et de poursuivre ses intérêts ». Antoinette Schiesler a résisté à la pression de devenir une épouse du clergé, car elle est une professionnelle et voulait le rester,. Elle se voyait comme une « féministe radicale, bien que beaucoup ne me voient pas ainsi ».
Antoinette Schiesler décrit son mari comme étant « très compréhensif et soutenant tout ce que je choisis de faire ». Cependant, son mari s'est d'abord opposé à sa décision de quitter le monde universitaire pour devenir prêtre épiscopalien, expliquant qu'elle est trop âgée pour commencer une nouvelle carrière (elle avait cinquante-deux ans à l'époque) et qu'elle devrait subir une importante baisse de salaire. Antoinette Schiesler a finalement réalisé que sa véritable crainte était que ce changement de carrière puisse créer une certaine concurrence entre eux, et que sa femme soit plus appréciée par leurs paroissiens,.
Alors qu'elle est au Cabrini College, Antoinette Schiesler crée un groupe de spiritualité féminine qui se réunissait une fois par semaine pour « découvrir l'esprit ». Elle voulait qu'il s'agisse d'un cercle d'égaux avec une définition large de la spiritualité qui comprenait « prendre soin de soi, grandir, se comprendre soi-même, ses talents et ses forces… Cela inclut le fait d'être conscient de la façon dont nous nous comportons les uns envers les autres… de déterminer le pouvoir que nous avons et la façon dont nous l'utilisons… Cela inclut de créer du temps pour la prière, l'exercice, la médiation, la lecture ».
Antoinette Schiesler ne voyait pas de contradictions entre son amour de la science et son amour de la religion. Elle croyait plutôt que chacun renforçait et consolidait l'autre, déclarant : « La beauté de la chimie et de l'astronomie en dit tellement long sur la beauté et la merveille de Dieu… Comment peut-on suivre un cours de chimie sans croire en Dieu ? l'ordre, l'assemblage… tout est l'œuvre de Dieu. La chimie est le micromonde, discipliné et ordonné, et l'astronomie est le macromonde, harmonieux et ordonné ».
Elle meurt subitement d'une tumeur au cerveau en 1996, à l'âge de 61 ans,.

## Héritage
Depuis 1996, il existe une bourse d'études M. Antoinette Schiesler Memorial à l'université Cabrini (un collège jusqu'en 2016), parrainée par sa famille, réservée aux étudiantes afro-américaines ou hispano-américaines en éducation.